# باشگاه فوتبال تاج مسجدسلیمان

باشگاه فوتبال تاج مسجدسلیمان شعبه‌ای از باشگاه تاج تهران بود که در شهر مسجدسلیمان قرار داشت و پس از انقلاب ۱۳۵۷ منحل گردید، در حالی که این شهر از خاستگاه‌های نخستین فوتبال در ایران بود. مردم مسجدسلیمان فوتبال را از مهندسان بریتانیایی که برای کارهای نفتی در جنوب بودند، یادگرفتند. تاج مسجدسلیمان در سال ۱۳۵۰ در جام منطقه‌ای ایران شرکت‌کرده‌بود و در میان ۸ تیم، ششم شده‌بود.

## تاریخچه

### تشکیل
این تیم شعبه‌ای از تاج تهران بود و مانند دیگر شعب، بازیکنان این تیم را تأمین می‌کرد. در دهه ۱۳۴۰ دو نفر از کارمندان شرکت نفت به نام‌های «سید علیرضا خادمی» و «علمیراد پورخانی» و فرمانده ژاندارمری که سپهری نام داشت از این تیم حمایت کردند و مربیگری این تیم را به «ایرج طهماسبی» دادند.

### شرکت در جام منطقه‌ای
این تیم توانست چند یار کمکی مانند «علی‌اصغر جمالی» از باشگاه فوتبال دارایی را به خدمت بگیرد. بازیکنان تاج در این جام عبارت بودند از: علیمردان اسفندیاری، سلطانمراد قنبری بیرگانی، سیاوش 
نیک‌اندیش، محمد امین، ابراهیم شیخ ابولی‌پور، اصغر سلیمانی زاده، حسن سلیمانی زاده، غلامرضا شهنی منصو، علی اصغر جمالی، موسی ململی، محمدرضا نریموسایی، فریدون شیروانی، رضی نخلی‌پور، محمد لرستانی، هوشنگ ممبینی، اصغر بندری، حسن نقدی، حسین نقدی، محمدکاظم امیرجانی، ابراهیم رحیم، منوچهر جابرزاده، بختیار نبی‌الله، مظفر بالی‌زاده، جمشید شیخ ابولی‌پور، مجید عباسی.
تاج در این مسابقات با ۳ برد، ۴ مساوی و ۷ باخت میان ۸ تیم ششم شد.
| رده | تیم            | بازی | برد | مساوی | باخت | گل زده | گل خورده | تفاضل | امتیاز |
| --- | -------------- | ---- | --- | ----- | ---- | ------ | -------- | ----- | ------ |
| ۱   | پرسپولیس       | ۱۴   | ۱۳  | ۰     | ۱    | ۴۵     | ۶        | +۳۹   | ۲۶     |
| ۲   | پاس            | ۱۴   | ۱۲  | ۰     | ۲    | ۳۸     | ۶        | +۳۲   | ۲۴     |
| ۳   | تاج            | ۱۴   | ۹   | ۰     | ۵    | ۲۹     | ۱۳       | +۱۶   | ۱۸     |
| ۴   | عقاب           | ۱۴   | ۷   | ۲     | ۵    | ۲۷     | ۱۷       | +۱۰   | ۱۶     |
| ۵   | سپاهان         | ۱۴   | ۴   | ۳     | ۷    | ۱۲     | ۱۸       | -۶    | ۱۱     |
| ۶   | تاج مسجدسلیمان | ۱۴   | ۳   | ۴     | ۷    | ۹      | ۲۶       | -۱۵   | ۱۰     |
| ۷   | جم آبادان      | ۱۴   | ۲   | ۳     | ۹    | ۱۱     | ۳۱       | -۲۰   | ۷      |
| ۸   | تاج نوشهر      | ۱۴   | ۱   | ۱     | ۱۲   | ۴      | ۵۰       | -۴۶   | ۳      |

#### بردن پرسپولیس
آن‌ها همچنین توانستند در یک بازی خشن که تاریخی شد؛ پرسپولیس، قهرمان مسابقات، را در خانه خود شکست دهند. پرسپولیس در این جام تمامی مسابقات خود به جز این بازی را برد. پرسپولیس پس از این باخت در ۴۳ بازی متوالی خود و به مدت ۸۶۵ روز شکست نخورد.
| تاج مسجدسلیمان      | ۱–۰   | پرسپولیس |
| ------------------- | ----- | -------- |
| علی‌اصغر جمالی' (۵۵) | گزارش |          |